# ボイス・バロット (小惑星)
ボイス・バロット (10961 Buysballot) は小惑星帯にある小惑星。パロマー天文台のトム・ゲーレルスとライデン天文台のファン・ハウテン夫妻が発見した。
オランダの気象学者、クリストフ・ボイス・バロットに因んで名付けられた。